# Landschaftsschutzgebiet Strangbach/Buchholz

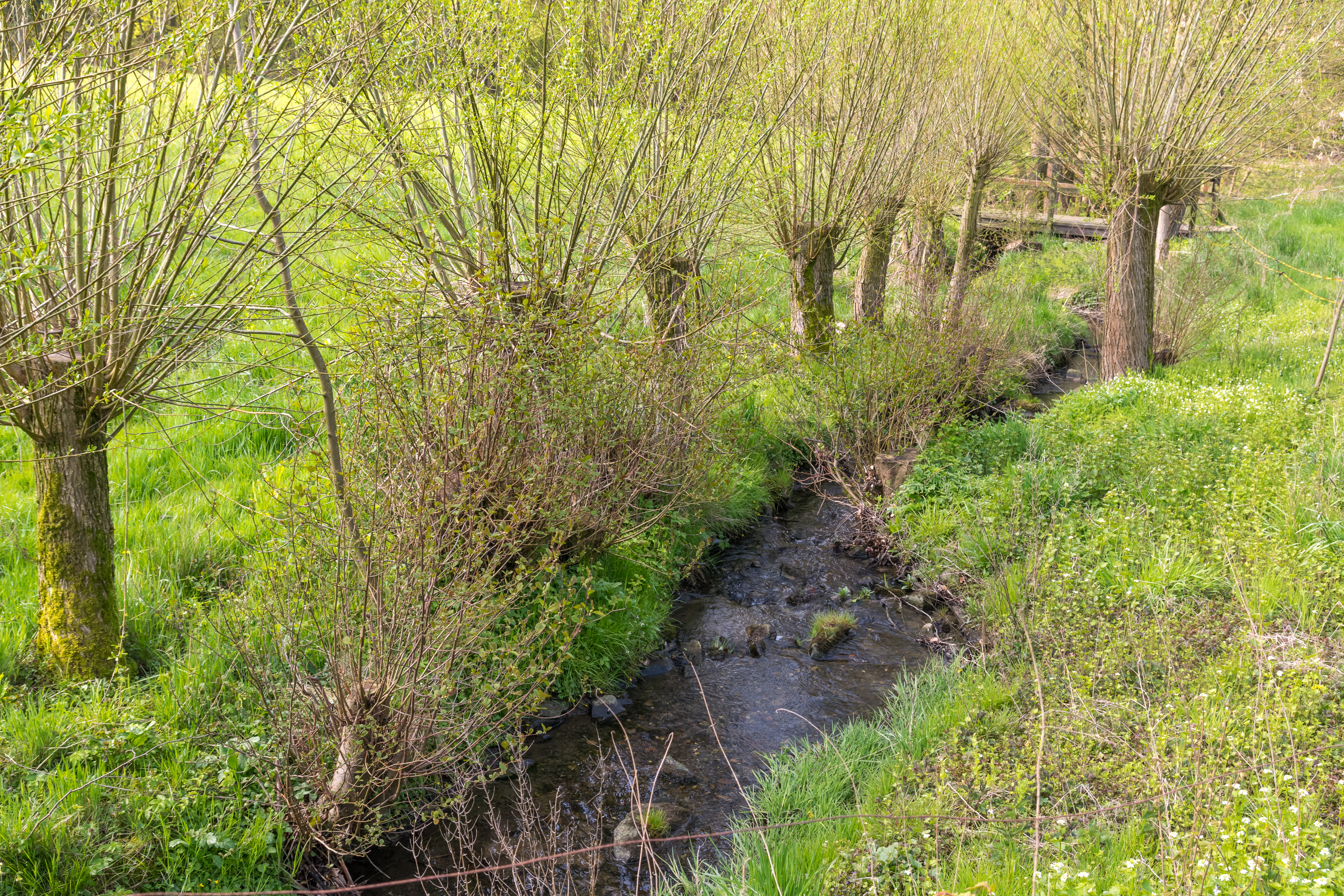
Strangbach im Landschaftsschutzgebiet Strangbach/Buchholz

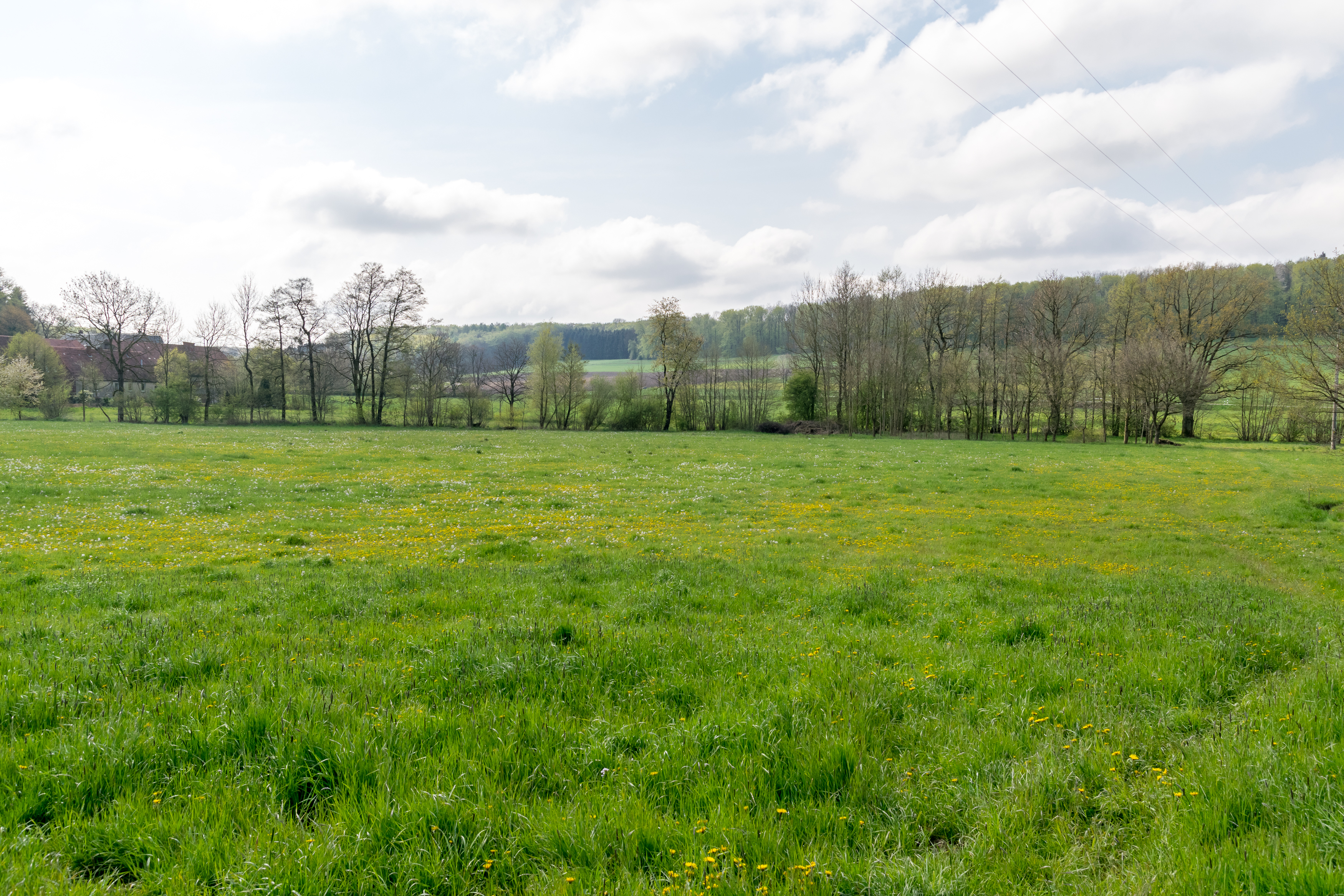
Auenbereich im Landschaftsschutzgebiet Strangbach/Buchholz

Das Landschaftsschutzgebiet Strangbach/Buchholz mit etwa 68 ha Flächengröße liegt im Stadtgebiet von Detmold östlich von Remmighausen. Es wurde 2006 mit dem Landschaftsplan Detmold durch den Kreistag des Kreises Lippe als Landschaftsschutzgebiet (LSG) ausgewiesen. Das LSG besteht aus einer großen Hauptfläche und einer kleinen Nebenfläche. Bebauung grenzt teils direkt an das LSG.

## Beschreibung
Das LSG umfasst den gesamten Bachlauf des Strangbachs von der östlichen Plangebietsgrenze bis kurz vor der Mündung in die Werre. Der  Strangbach ist weitestgehend naturnah. Er hat eine Breite von etwa 2 m und ist in Teilbereichen begradigt. „Im Bereich angrenzender Bebauung kommen Uferverbauungen vor. Ansonsten ist nahezu durchgehend Ufergehölz vorhanden, das sich aus alten Silberweiden, Eschen und Erlen zusammensetzt. Zum Teil sind die Silberweiden als Kopfweiden geschnitten. Östlich von Maßbruch teilt sich der Strangbach und verläuft im Bereich von mittelalten Buchen-Fichten-Mischbeständen. Die Bäche sind hier nur temporär wasserführend.“
Der Großteil der Quellläufe des nördlichen Oberlaufs befindet sich im Stadtgebiet von Horn-Bad Meinberg.

## Schutzzwecke für das LSG
Laut Landschaftsplan erfolgte die Ausweisung des LSG
- „zur Erhaltung und Wiederherstellung der Leistungsfähigkeit des Naturhaushaltes in ökologisch besonders wertvoll strukturierten Bereichen mit Wasser-, Klima- und Biotopschutzfunktionen,“
- „zur Erhaltung und Wiederherstellung von Quellbereichen und naturnahen Fließgewässern, Wald- und Grünlandbereichen unterschiedlicher Feuchtestufen, Feldgehölzen, Hecken und Obstwiesen,“
- „zur Erhaltung morphologisch ausgeprägter Bereiche zur Sicherung der landschaftlichen Eigenart und Vielfalt für die Erholung,“
- „zur Erhaltung wertvoller Biotopkomplexe aus Wald-Grünlandbereichen, Fließgewässern und Quellen sowie Biotopen nach § 62 LG mit wichtigen Refugial-, Puffer-, Trittstein- und Vernetzungsfunktionen,“
- „zur Erhaltung und Wiederherstellung wichtiger Rückzugsräume für die bedrohte Tier- und Pflanzenwelt,“
- „zur Sicherung der das Orts- und Landschaftsbild gliedernden und belebenden und die dörflichen Siedlungsstrukturen prägenden Freiraumelemente.“[1]

## Rechtliche Vorschriften
Im Landschaftsschutzgebiet ist unter anderem das Errichten von Bauten und Fischteichen verboten. Grün- und Brachland darf nicht in eine andere Nutzungsart umgewandelt oder umgebrochen werden.